# Syndicato Condor
La Syndicato Condor S/A era una compagnia aerea brasiliana sussidiaria della tedesca Deutsche Luft Hansa (DHL). Con l'intervento del Brasile nella seconda guerra mondiale a seguito della dichiarazione di guerra nei confronti delle Potenze dell'Asse, analogamente ad altre numerose aziende tedesche, Italiane e giapponesi, mutò, il 19 agosto 1941, la propria ragione sociale in Serviços Aéreos Condor Ltda quando questa ed altre aziende con capitali tedeschi vennero nazionalizzate.
Il 16 gennaio 1943 acquisì una nuova designazione, Serviços Aéreos Cruzeiro do Sul, con la quale operò fino al 1993 quando venne assorbita dalla Varig.

## Flotta
Da trasporto/Di linea
 Germania
- Dornier Do J Wal
- Dornier Merkur
- Focke-Wulf Fw 200 Condor
- Junkers F 13
- Junkers G 24
- Junkers W 33
- Junkers W 34
- Junkers Ju 46
- Junkers Ju 52

Da addestramento
 Germania
- Focke-Wulf Fw 58 Weihe